# Антрацит
Антрацит (грч. Ανθρακιτης), значи „врста угља”, од Антхрак [Ανθραξ], угаљ). Одликује се као тврд минерал, састављен од разних врста угља, са високим сјајем. Поседује највећи удeо угљеника, најнижи удeо примеса, као и највише калоричног садржаја од свих врста угља, укључујући црни угаљ (bituminous coal) и смеђи угаљ (lignite coal).
Антрацит је најметаморфознији тип угља, у којем је удео угљеника од 92,1% до 98%. Тај термин се односи на оне врсте угља који не дају катран или угљоводоника паре када су загрејани испод њихове тачке паљења. Антрацит је тешко запаљив и гори кратким, плавим пламеном без дима. Антрацит је категорисан у стандардни степен који је коришћен углавном у енергетици, виши степен (ХГ) и највиши степен (УГХ), који имају главну употребу у металургијском сектору.
Антрацит чини отприлике 1% глобалних резерви угља, и налази се само у неколико земаља широм свeта. У Кини се одвија највећа производња. Остали произвођачи антрацита су Русија, Украјина, Јужна Кореја, Вијетнам, Уједињено Краљевство, Аустралија, САД, као и Пољска. Свеукупна производња 2010. године била је 670 милиона тона.